# لوئیس سارجنت
لوئیس سارجنت (انگلیسی: Lewis Sargent؛ ۱۹ اوت ۱۹۰۳ – ۱۹ نوامبر ۱۹۷۰) بازیگر اهل ایالات متحده آمریکا بود. وی بین سال‌های ۱۹۱۷ تا ۱۹۴۹ میلادی فعالیت می‌کرد.
از فیلم‌ها یا برنامه‌های تلویزیونی که وی در آن نقش داشته است می‌توان به ماجراهای جدید تارزان، الیور توئیست (۱۹۲۲) و ماجراهای هاکلبری فین (۱۹۲۰) اشاره کرد.